# Sven Wingquist
Sven Wingquist – nascido em 10 de dezembro de 1876 em Kumla, falecido em 17 de abril de 1953, em Gotemburgo -  foi um inventor, engenheiro e industrialista sueco.

Construiu o primeiro rolamento autocompensador de esferas do mundo, e foi um dos fundadores da fábrica SKF em 1907, da qual foi diretor executivo até 1919.